# Ульрісегамн (комуна)
Комуна Ульрісегамн (швед. Ulricehamns kommun) — адміністративно-територіальна одиниця місцевого самоврядування, що розташована в лені Вестра-Йоталанд у південно-західній Швеції.
Ульрісегамн 105-а за величиною території комуна Швеції. Адміністративний центр комуни — місто Ульрісегамн.

## Населення
Населення становить 23 015 чоловік (станом на вересень 2012 року). 
| Кількість населення комуни Ульрісегамн за 1970-2010 роки | Кількість населення комуни Ульрісегамн за 1970-2010 роки | Кількість населення комуни Ульрісегамн за 1970-2010 роки | Кількість населення комуни Ульрісегамн за 1970-2010 роки | Кількість населення комуни Ульрісегамн за 1970-2010 роки |
| -------------------------------------------------------- | -------------------------------------------------------- | -------------------------------------------------------- | -------------------------------------------------------- | -------------------------------------------------------- |
| Рік                                                      |                                                          |                                                          | Населення                                                |                                                          |
| 1970                                                     | 1970                                                     |                                                          | 21 264                                                   | 21 264                                                   |
| 1975                                                     | 1975                                                     |                                                          | 21 451                                                   | 21 451                                                   |
| 1980                                                     | 1980                                                     |                                                          | 21 970                                                   | 21 970                                                   |
| 1985                                                     | 1985                                                     |                                                          | 22 086                                                   | 22 086                                                   |
| 1990                                                     | 1990                                                     |                                                          | 22 738                                                   | 22 738                                                   |
| 1995                                                     | 1995                                                     |                                                          | 22 793                                                   | 22 793                                                   |
| 2000                                                     | 2000                                                     |                                                          | 22 284                                                   | 22 284                                                   |
| 2005                                                     | 2005                                                     |                                                          | 22 381                                                   | 22 381                                                   |
| 2010                                                     | 2010                                                     |                                                          | 22 838                                                   | 22 838                                                   |
| Джерело: SCB                                             |                                                          |                                                          |                                                          |                                                          |

## Населені пункти
Комуні підпорядковано 12 міських поселень (tätort) та низка сільських, більші з яких:
- Ульрісегамн (Ulricehamn)
- Тіммеле (Timmele)
- Гекерум (Hökerum)
- Далум (Dalum)
- Веґбю (Vegby)
- Блідсберґ (Blidsberg)
- Марбек (Marbäck)
- Єлльстад (Gällstad)

## Міста побратими
Комуна підтримує побратимські контакти з такими муніципалітетами:
- Комуна Евре-Ейкер, Норвегія
- Лемпяаля, Фінляндія
- Міколайкі, Польща
- Добеле, Латвія

## Галерея

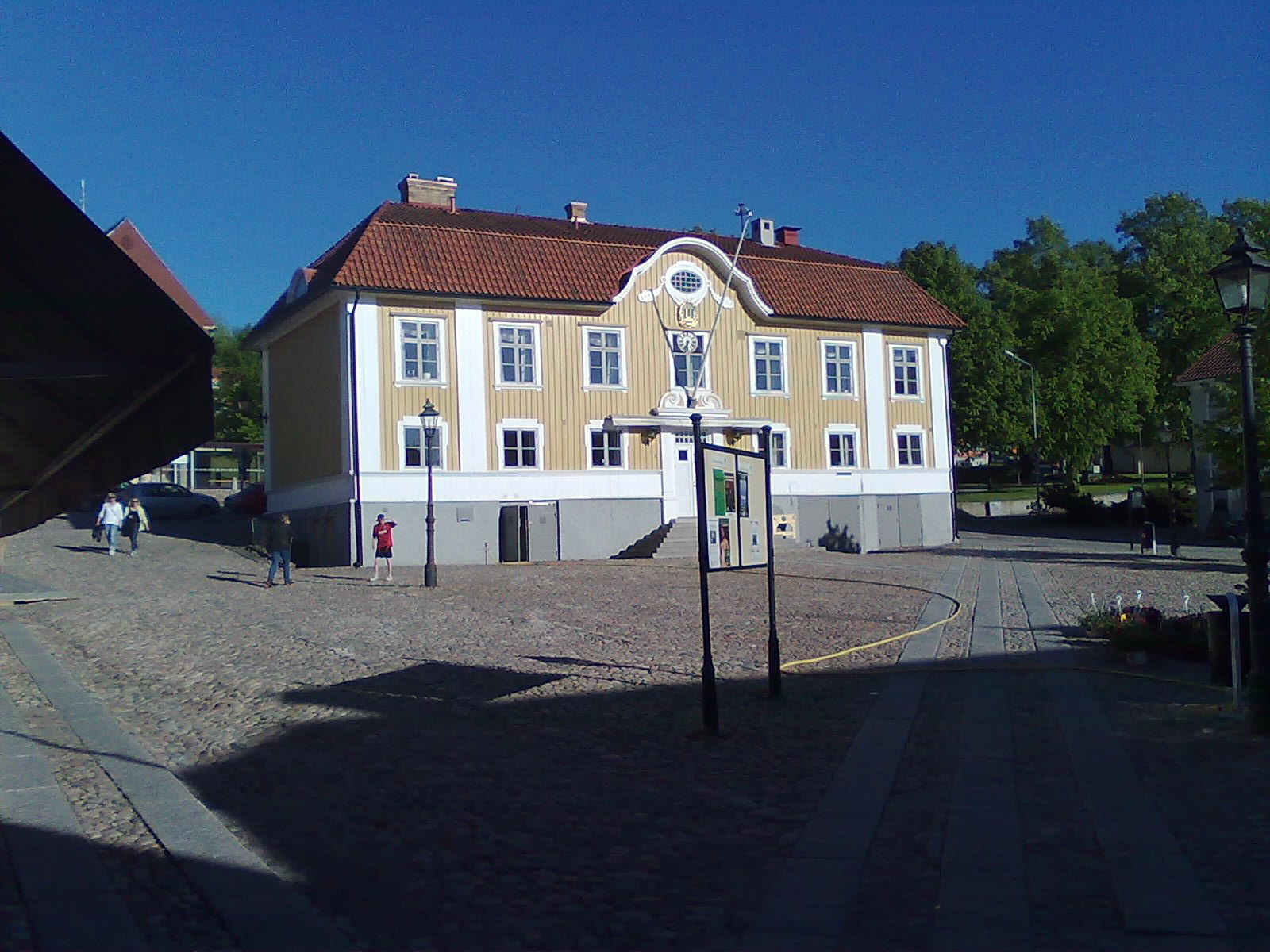
Ратуша (Ульрісегамн)
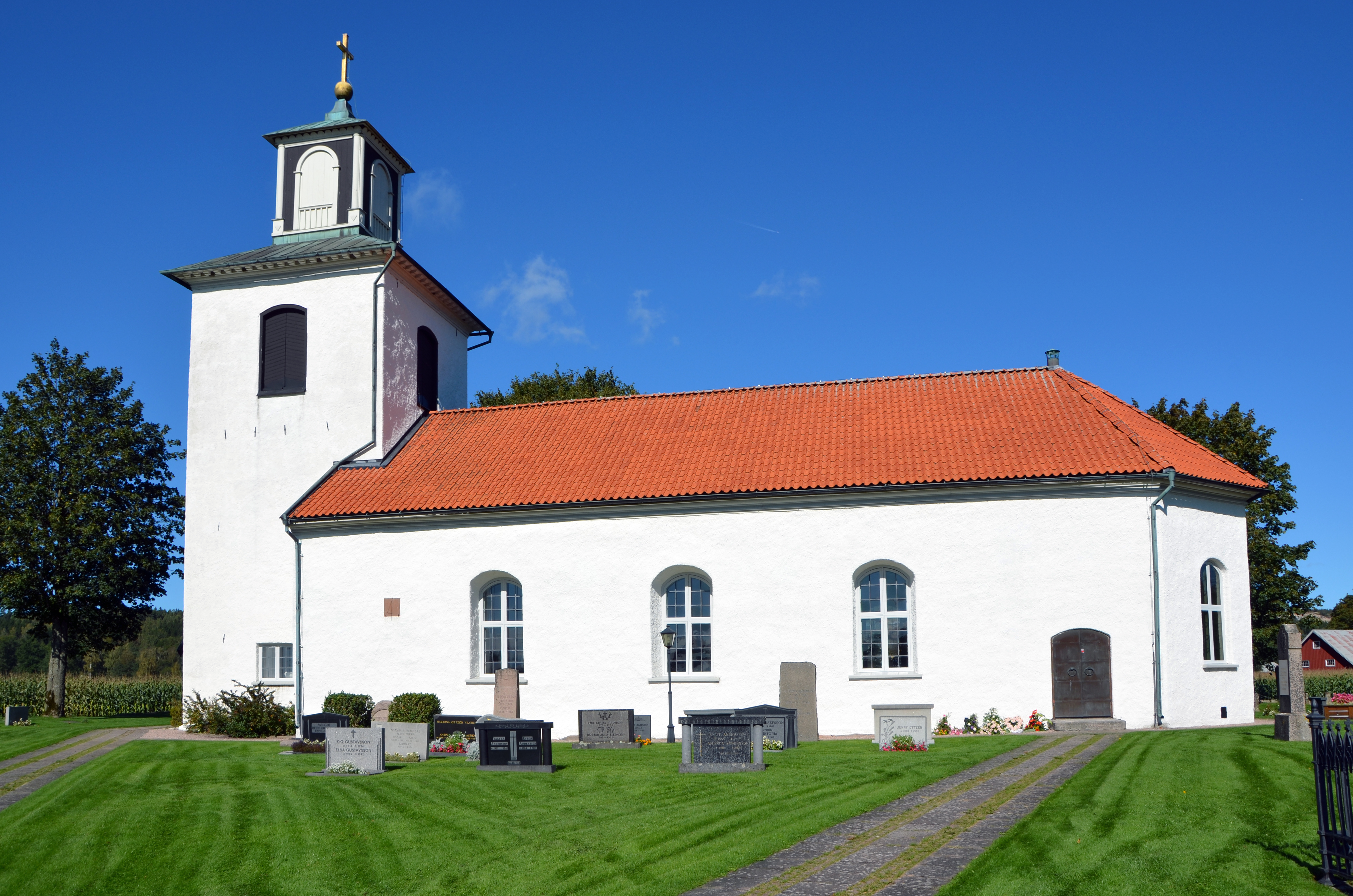
Церква (Марбек)
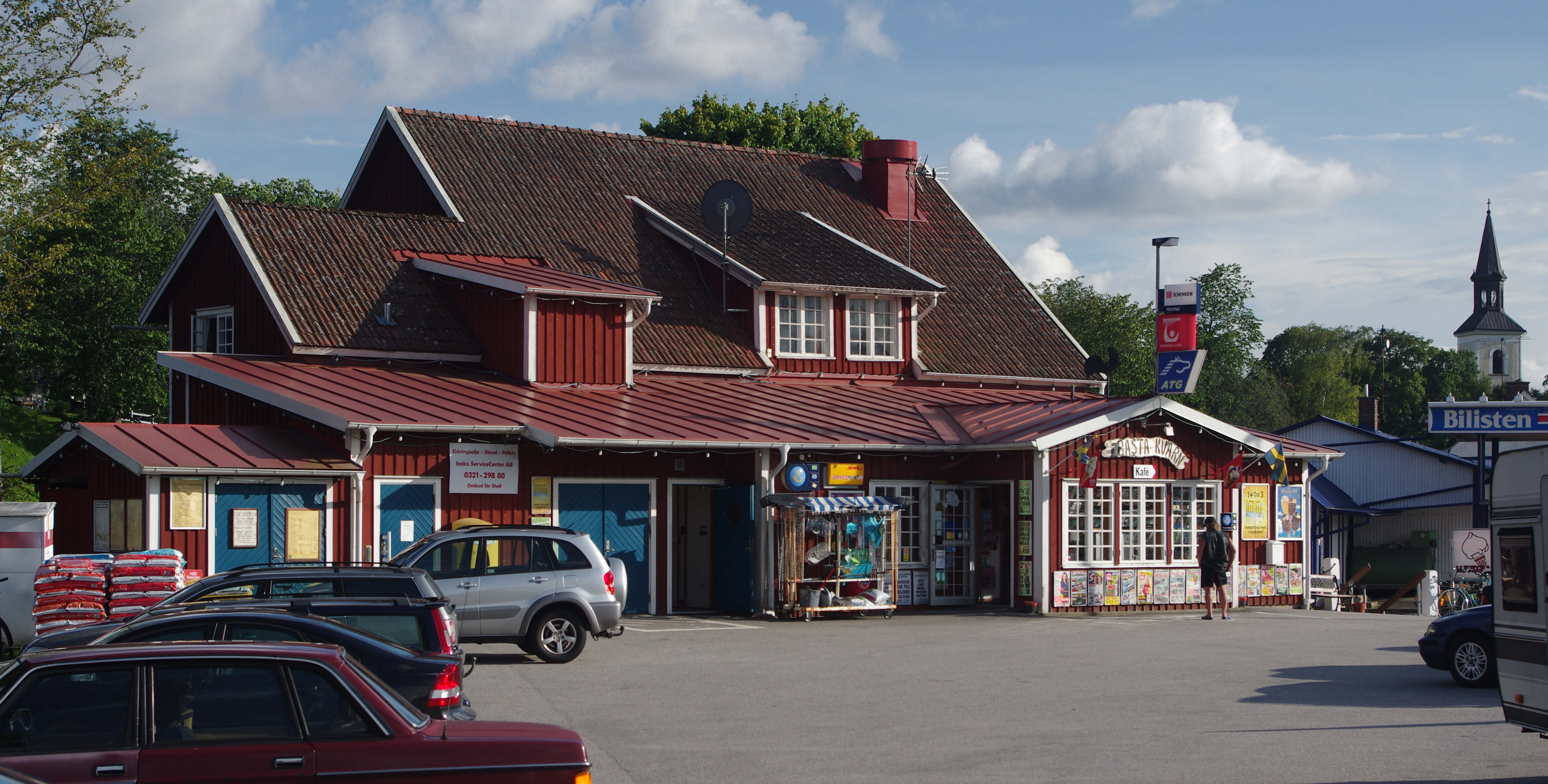
Містечко Блідсберґ
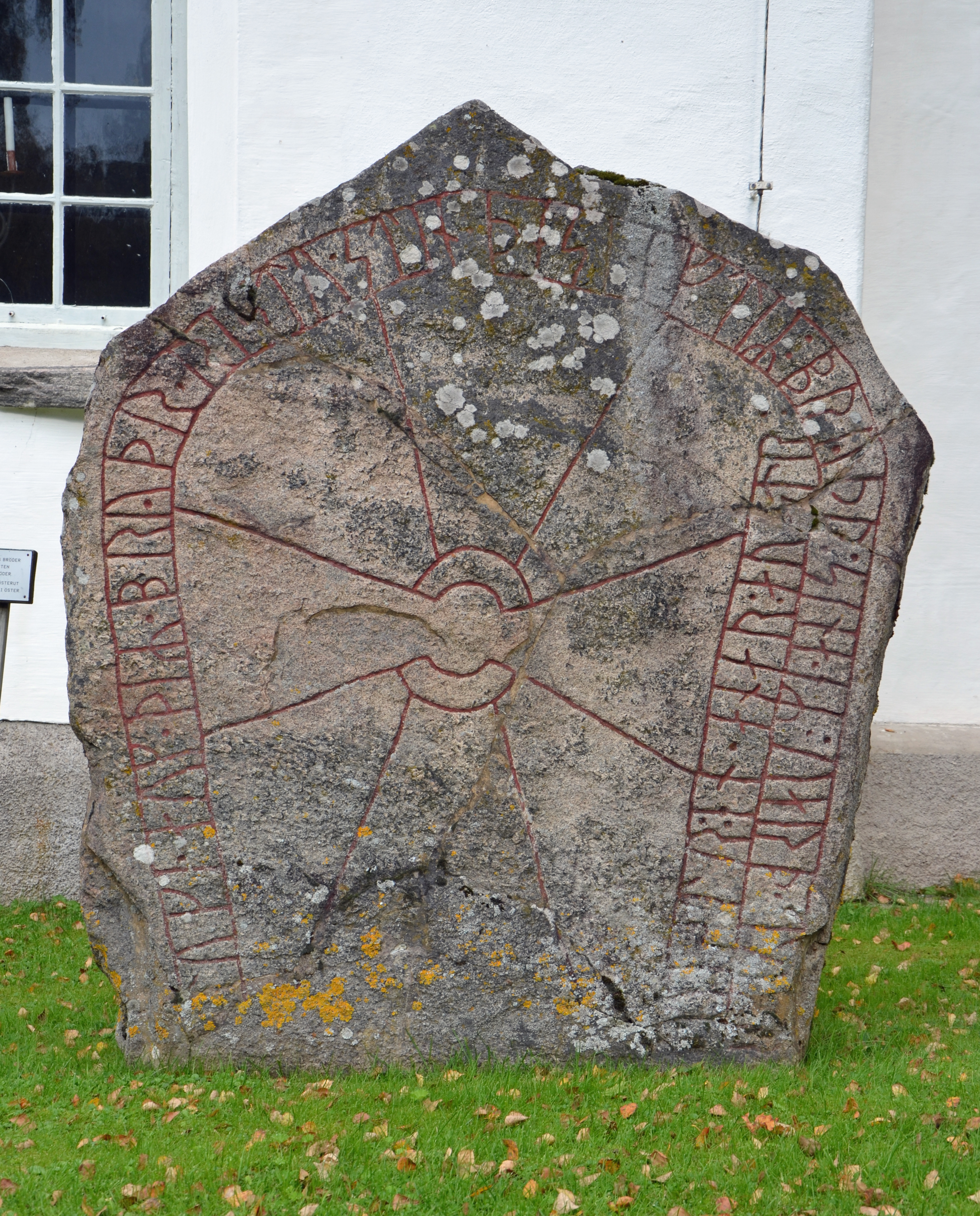
Рунічний камінь (Далум)

## Виноски
1. ↑  Folkmangd i riket, lan och kommuner (шв.) . Центральне бюро статистики Швеції. Архів оригіналу за 20 серпня 2013. Процитовано 25 лютого 2013.